# John Dahlbäck
John Dahlback (1985) é um dj e produtor de música eletrônica sueco, nascido numa pequena vila não muito Longe de Estocolmo.

## Biografia
Sua família sempre esteve ligada ao mundo da música, e não foi nenhuma surpresa, quando também ele decidiu seguir esse caminho. O seu 1º demo foi criado, quando ele tinha apenas 15 anos, mas não teve sucesso, mas quando lançou o seu 2º, teve um enorme êxito.
John Dahlback já actuou juntamente com os dj’s: özgur can, Sebastien Leger, Dada Life, Zoo Brazil, Robbie Rivera, Laidback Luke. Também já esteve presente no programa “untouchables” da rádio italiana “m2o”, onde também actua um dos maiores dj’s do mundo, Gigi d’Agostino.

## Músicas
John Dahlback criou grandes músicas, tais como:
- Raven

- Everywhere
- Blink
- If You Give
- Borderline
- Years Behind